# Єдина судова інформаційно-телекомунікаційна система
Єдина судова інформаційно-телекомунікаційна система (ЄСІТС) — організаційно-технічна система, що забезпечує функціонування електронного судочинства в Україні після прийняття нових процесуальних кодексів 2017 року. Її попередником була Автоматизована система документообігу суду, що функціонувала з 1 січня 2011 року.

Знімок екрана на вебсторінці «Електронний суд» ЄСІТС

Починаючи з 5 жовтня 2021 року офіційно функціонують три підсистеми (модулі) ЄСІТС: Електронний кабінет, Електронний суд, підсистема відеоконференцзв'язку.

## Сутність системи
Відповідно до змін, що набрали чинності 15 грудня 2017 року, в судах України, а також Вищій раді правосуддя, Вищій кваліфікаційній комісії суддів України, Державній судовій адміністрації України, їх органах та підрозділах функціонує Єдина судова інформаційно-телекомунікаційна система.
Функції системи:
1. ведення електронного діловодства;
2. централізоване зберігання документів та інформації в єдиній базі даних;
3. захищене зберігання, автоматизована аналітична і статистична обробка інформації;
4. збереження справ в електронному архіві;
5. обмін документами та інформацією в електронній формі, а також проведення відеоконференцій у режимі реального часу;
6. автоматизація роботи органів правосуддя;
7. формування і ведення суддівського досьє в електронній формі;
8. віддалений доступ користувачів цієї системи до будь-якої інформації, що в ній зберігається;
9. визначення судді для розгляду конкретної справи;
10. добір присяжних;
11. розподіл справ у Вищій кваліфікаційній комісії суддів України, Вищій раді правосуддя, її органах;
12. аудіо- та відеофіксація судових засідань, засідань інших органів правосуддя, їх транслювання в мережі Інтернет;
13. ведення Єдиного державного реєстру судових рішень;
14. функціонування офіційного вебпорталу судової влади України, вебсайтів Вищої ради правосуддя та Вищої кваліфікаційної комісії суддів України;
15. функціонування єдиного контакт-центру для управління зверненнями;
16. можливість автоматизованої взаємодії цієї системи з іншими автоматизованими системами державних органів, інше.

Масштабний характер ЄСІТС підтверджується тим, що до її складу має увійти і Єдиний державний реєстр судових рішень, і система автоматизованого арешту коштів у рамках виконавчого провадження, а адміністратор ЄСІТС матиме доступ до інформації Єдиного державного демографічного реєстру.
Принцип побудови ЄСІТС — хмарні технології, що передбачають віддалену обробку та зберігання даних та надають користувачам мережі Інтернет доступ до обчислювальних ресурсів і програмного забезпечення як до онлайн-сервісу.

### Структура
Основними складовими ЄСІТС є такі взаємопов'язані підсистеми:
- загальна;
- електронного діловодства;
- контакт-центр;
- управління фінансово-господарськими процесами;
- захисту інформації.

Кожна підсистема складається із окремих модулів.
1. Загальна підсистема складається з шести модулів:
  1. Електронний кабінет (офіційна електронна адреса), через який користувачі матимуть змогу скористатись всіма актуальними сервісами ЄСІТС. Зокрема, дізнатись інформацію щодо місця, дати, часу розгляду судових справ та результату розгляду справ, користуватись Єдиним державним реєстром судових рішень, інше.
  2. Модуль «Офіційний вебпортал „Судова влада України“», який надає можливість отримувати інформацію про діяльність органів судової влади, довідкову інформацію та іншу публічну інформацію, відомості із відкритих реєстрів судової влади та інших реєстрів, пов'язаних із здійсненням правосуддя в Україні, онлайн трансляції судових засідань, можливість сплати судового збору, штрафу.
  3. Модуль Єдиний державний реєстр судових рішень забезпечує зручний пошук судових рішень.
  4. Модуль Єдиний державний реєстр виконавчих документів забезпечує доступ до електронних виконавчих документів.
  5. Модуль «Відкриті набори даних» забезпечує доступ до відкритих наборів даних на Єдиному державному вебпорталі відкритих даних.
  6. Модуль «Автоматизована взаємодія з іншими автоматизованими системами» забезпечує надсилання електронних документів між судами, органами та установами системи правосуддя іншими державними органами і установами, до державних реєстрів та інформаційних систем.
2. Єдина підсистема електронного діловодства судів, органів та установ системи правосуддя складається з п'яти модулів:
  1. Електронний суд дозволяє учасникам судового процесу надсилати копії електронних документів іншим учасникам, сплачувати судовий збір та інші платежі у режимі онлайн, подавати позовні заяви та інші документи, звернення, а також отримувати судові рішення, відповіді та ін.
  2. Електронне діловодство забезпечує автоматизацію процесів загального та процесуального діловодства в судах, органах та установах системи правосуддя, в тому числі безпаперовий документообіг.
  3. Централізований модуль «Автоматизований розподіл» забезпечує об'єктивний та неупереджений автоматизований розподіл судових справ між суддями, визначення присяжних.
  4. Модуль «Електронний архів» забезпечує збереження справ та інших документів в електронному архіві.
  5. Модуль «Судова статистика» забезпечує автоматизоване оприлюднення офіційних статистичних звітів на вебпорталі для доступу громадян.
3. Єдина підсистема управління фінансово-господарськими процесами складається з двох модулів:
  1. Модуль «Управління персоналом, фінансовим та бухгалтерським обліком» забезпечує автоматизацію процесів кадрового, фінансового та бухгалтерського обліку, формування кадрової, фінансової та бухгалтерської звітності;
  2. Модуль з питань управління фінансово-господарською діяльністю забезпечує автоматизацію процесів з інших питань управління фінансово-господарською діяльністю судів.
4. Підсистема Єдиний контакт-центр судової влади України забезпечує консультаційну підтримку, дистанційну технічну підтримку, проведення відео-чатів, відеоконференцій та трансляцій, у тому числі проведення судових засідань в режимі відеоконференцій, їх трансляцій, аудіо-, відеофіксацію судових засідань, надсилання передбачених законом електронних повідомлень користувачам.
5. Підсистема Комплексна система захисту інформації забезпечує конфіденційність, цілісність, доступність інформації ЄСІТС[2][3].

## Електронне судочинство
У системі реєструються позовні та інші заяви, скарги та інші процесуальні документи, що подаються до суду.
Автоматизований розподіл справ (тобто визначення складу суду, в тому числі присяжних) також здійснюється через ЄСІТС під час реєстрації позовних заяв з урахуванням спеціалізації та рівномірного навантаження для кожного судді, за принципом випадковості та в хронологічному порядку надходження справ.
Система забезпечує обмін документами в електронній формі між судами, між судом та учасниками судового процесу, між учасниками судового процесу, а також фіксування судового процесу і участь учасників судового процесу у судовому засіданні в режимі відеоконференції. (У тому числі передбачається можливість проводити відеоконференцію між судом та іншим приміщенням, наприклад помешканням учасника справи).
Судові рішення, повістки та інші процесуальні документи викладаються і надсилаються також через ЄСІТС. Ця ж система забезпечує публікацію викликів до суду на вебпорталі судової влади.
Суд проводить розгляд справи за матеріалами судової справи у паперовій або електронній формі. Документи і докази у паперовій формі переводяться в електронну форму та долучаються до матеріалів електронної судової справи. Вони зберігаються в додатку до справи в суді першої інстанції та у разі необхідності можуть бути оглянуті учасниками справи чи судом першої інстанції або витребувані судом вищої інстанції.
ЄСІТС підлягає захисту із застосуванням комплексної системи захисту інформації з підтвердженою відповідністю. Відомості, що зберігаються в системі, мають бути захищені від несанкціонованого доступу та втручання.
Персональну відповідальність за належне функціонування ЄСІТС несе керівник апарату суду.

### Електронний кабінет
Законом передбачено, що в ЄСІТС обов'язково реєструють офіційні електронні кабінети:
- адвокати,
- нотаріуси,
- державні виконавці,
- приватні виконавці,
- арбітражні керуючі,
- судові експерти,
- органи державної влади та інші державні органи,
- органи місцевого самоврядування,
- інші юридичні особи.

Інші особи можуть зробити те саме в добровільному порядку.
Тим, хто зареєстрував електронний кабінет у системі, суд надсилає будь-які документи виключно в електронній формі до цих електронних кабінетів. Вони, в свою чергу, надсилають документи до суду через ЄСІТС з використанням ЕЦП. Передбачений функціонал надсилання і копій документів сторонам через електронний кабінет.

## Початок експлуатації
Положення про ЄСІТС затверджується Вищою радою правосуддя за поданням Державної судової адміністрації України (ДСАУ) та після консультацій з Радою суддів України.
Система починає функціонувати через 90 днів з дня опублікування Державною судовою адміністрацію України у газеті «Голос України» та на вебпорталі судової влади відповідного оголошення.
Наказом Голови ДСАУ від 13 квітня 2018 року затверджено Концепцію побудови Єдиної судової інформаційно-телекомунікаційної системи, якою визначена структура, організація та принципи побудови ЄСІТС з використанням сучасних програмно-технічних засобів.
З 4 червня 2018 введено в тестову експлуатацію підсистему ЄСІТС «Електронний суд», до якої початково доєднані 18 пілотних судів.
У номері «Голосу України» за 1 грудня 2018 опубліковано оголошення про створення та забезпечення функціонування Єдиної судової інформаційно-телекомунікаційної системи. З 1 січня 2019 ЄСІТС функціонує в тестовому режимі, а дослідна експлуатація системи мала б розпочатися з 1 березня 2019 у складі вісьмох підсистем (модулів).
Утім, зважаючи на консенсус в юридичній спільноті щодо повної неготовності судів до роботи з системою, неготовності самої системи, ВРП запропонувала ДСА відкликати оголошення про створення та забезпечення функціонування ЄСІТС. Це і було зроблено напередодні 1 березня.
Станом на липень 2019 року в підсистемі «Електронний суд» було зареєстровано 22,6 тис. користувачів. До судів засобами «Електронного суду» надіслано 19,9 тис. заяв, проте значна їх частина відхиляється, оскільки вони не подані в паперовому вигляді. Рада суддів рекомендувала приймати до розгляду документи, отримані з використанням підсистеми «Електронний суд».
ДСА України запровадила з 1 червня 2020 року в дослідну експлуатацію підсистеми «Електронний суд» та «Електронний кабінет» у всіх місцевих та апеляційних судах (крім Київського апеляційного суду) та Касаційному адміністративному суді.
У березні-квітні 2021 року з'явилась можливість для адвокатів створювати електронні ордери завдяки інтеграції з Єдиним реєстром адвокатів.
Законом від 27 квітня 2021 року вирішено, що створення та забезпечення функціонування ЄСІТС здійснюються поетапно.
17 серпня 2021 Вища рада правосуддя затвердила Положення про порядок функціонування окремих підсистем ЄСІТС (Електронний кабінет, Електронний суд, відеоконференцзв'язок). Вони почали офіційно функціонувати з 5 жовтня 2021 року.
З 18 жовтня 2023 року введений в дію Закон, що передбачає обов'язкову наявність електронного кабінету в ЄСІТС для учасників судового провадження (крім фізичних осіб та юридичних осіб приватної форми власності). Починаючи з цього дня суди застосовують до осіб, які зобов'язані, але не зареєстрували свої електронні кабінети, негативні процесуальні наслідки у вигляді залишення процесуального документу без руху, його повернення або залишення без розгляду.

## Адміністратори
Адміністратором відкритого середовища ЄСІТС є ДП «Центр судових сервісів». Воно ж надає послуги з розробки та доопрацювання функціоналу модулю «Електронний суд», а також його технічної підтримки з 6 квітня 2020 року.
Забезпечення діяльності Електронного суду цьому підприємству було передано від ДП «Інформаційні судові системи».